# Kruczy Borek
Kruczy Borek (również Kruczyborek) – wieś w Polsce położona w województwie mazowieckim, w powiecie pułtuskim, w gminie Zatory. Ma status sołectwa.
Wierni Kościoła rzymskokatolickiego należą do parafii św. Małgorzaty w Zatorach.
W latach 1975–1998 miejscowość administracyjnie należała do województwa ostrołęckiego.
Obok miejscowości przepływa niewielka rzeka Prut, dopływ Narwi.